# Telluronevskit
Telluronevskit (Řídkošil & al. 2001) je extrémně vzácný minerál se vzorcem Bi3TeSe2. Jeho název je odvozen z jeho chemického vzorce, jelikož se jedná o tellurem obohacený analog minerálu nevskitu.

## Vznik
Vzniká v sekundárním kvarcitu vzniklém silnou kontaktní metamorfózou nebo jako produkt hydrotermální alterace vulkanitů.

## Vlastnosti
- Fyzikální vlastnosti - Tvrdost 3,5, hustota 8,1 g/cm³, štěpnost perfektní na {001}, lom má náznaky tříšťnatosti.
- Optické vlastnosti - Barva je ocelově šedá až černá, lesk kovový, průhlednost: je opakní, vryp černý.
- Chemické vlastnosti - složení: Bi 68,56 %, Te 14,48 %, Se 15,35 %, může obsahovat malé příměsi olova a síry.

## Výskyt
Jedná se o velmi vzácný minerál s pouze jedním známým nalezištěm na celém světě.

### Slovensko
Poruba pod Vihorlatom (u Košic, východní Slovensko) na opál - křemenných žilkách a jako rozptýlená zrna v sekundárním kvarcitu